# Gonoreja
Gonoreja (kapavac, triper, blenoragija) je spolna bolest koju uzrokuje bakterija Neisseria gonorrhoeae. Prenosi se vaginalnim, oralnim i analnim seksom, ponovno je učestala, posebice u adolescenata.

## Gonoreja kod žena
Bolest se teže otkriva kod žena, a najčešći simptomi su bijelo-žućkasti ili žuto-zelenkasti vaginalni iscjedak, peckanje pri mokrenju i oštećenost stidnice. Potrebno ju je liječiti jer se u protivnom može proširiti na unutarnje organe, kao što su maternica, jajovodi i jajnici. Nakon što se proširi može doći do upale, a simptomi su bolovi u zdjelici, grčevi i povišena temperatura. Ponekad se javljaju i znaci upale potrbušnice, mučnina i povraćanje. Nakon duljeg vremena može doći i do začepljenja jajovoda, a samim time i do neplodnosti.

## Gonoreja kod muškaraca
Poslije razdoblja kratke inkubacije (1-7 dana) kod muškarca je najvažniji simptom žareća bol kod mokrenja, uz pojavu gustog, žućkastog, gnojnog iscjetka. U slučaju zapuštanja bolest se može proširiti na prostatu, sjemenike i pasjemenike, te također utjecati na plodnost.

## Gonoreja kod djece
Bolest se može prilikom poroda prenijeti na novorođenče, što može imati za posljedicu gonokoknu upalu očnih spojnica i vjeđa u novorođenčeta,  što može dovesti do sljepoće. 

## Liječenje
Kada se na temelju pregleda i mikrobioloških pretraga postavi dijagnoza, gonoreja se liječi antibioticima, obično penicilinom.